# Money in the Bank (2025)
Money in the Bank 2025, promovat și sub numele de Money in the Bank: Los Angeles, este un eveniment de wrestling profesionist pay-per-view⁠(d) (PPV) și livestreaming, produs de WWE. Este a 16-a ediție anuală a evenimentului Money in the Bank și a avut loc sâmbătă, 7 iunie 2025, la Intuit Dome din Inglewood, California, fiind organizat pentru wrestleri din diviziile Raw și SmackDown ale promoției. Acesta a fost primul Money in the Bank difuzat pe Netflix pe majoritatea piețelor internaționale.
Evenimentul se bazează pe meciul Money in the Bank ladder, un meci ladder cu mai multe persoane în care participanții concurează pentru a obține un contract care acordă câștigătorilor  un meci pentru un titlu la alegere, în orice moment în următorul an. Această ediție va include, de asemenea, ultima apariție a lui John Cena la Money in the Bank ca wrestler activ în ring, din cauza retragerii sale din wrestling-ul profesionist la sfârșitul anului 2025.

## Rezultate
| No.                                      | Meciuri                                                                              | Tip de meci |
| ---------------------------------------- | ------------------------------------------------------------------------------------ | --- |
| 1                                        | Seth Rollins învinge pe Solo Sikoa, LA Knight, Penta, Andrade și El Grande Americano | Meci ladder pentru valiza Money in the Bank |
| 2                                        | Naomi învinge pe Alexa Bliss, Roxanne Perez, Rhea Ripley, Giulia și Stephanie Vaquer | Meci ladder pentru valiza Money in the Bank |
| 3                                        | Cody Rhodes și Jey Uso înving pe John Cena și Logan Paul                             | Meci Tag Team |
| 4                                        | Becky Lynch învinge pe Lyra Valkyria (c)                                             | Meci ,,Ultima șansă,, pentru WWE Women's Intercontinental Championship Dacă Lynch pierde, nu mai poate lupta pentru titlu atâta timp cât Valkyria este campioană. Dacă Valkyria pierde, va fi obligată să ridice mâna și să o recunoască pe Lynch ca fiind luptătoarea mai bună. |
| 5                                        | Dominik Mysterio (alături de Liv Morgan) învinge pe Octagón Jr.                      | Meci Singles pentru WWE Intercontinental Championship |
| \| (c) \| – Campionul înainte de meci \| |                                                                                      | |
| (c)                                      | – Campionul înainte de meci                                                          | |